# Disputa comercial pelo gás natural entre Rússia e Ucrânia
A disputa pelo gás entre a Rússia e a Ucrânia teve início em março de 2005, quando a Rússia começou a mudar radicalmente os preços para o gás natural vendido na Ucrânia. Os dois países não foram capazes de entrar num acordo para resolver a disputa, e a Rússia cortou as exportações de gás para a Ucrânia em 1º de Janeiro de 2006, o que passou a afectar vários países europeus.
Atualmente a Ucrânia consome por volta de 80 bilhões de metros cúbicos de gás natural por ano. Dessa quantia, a Ucrânia é responsável pela produção de 20 bilhões, compra por volta de 36 bilhões de metros cúbicos do Turcomenistão, e recebe cerca de 17 bilhões da Rússia, como pagamento pelo transporte de gás para a Europa. O resto (de 6 a 8 bilhões) é adquirido da Rússia. Segundo o CIA's World Factbook, a Ucrânia é o quarto maior importador e sexto maior consumidor de gás natural do mundo. 

## O contrato de2002
De acordo com o contrato assinado pela companhia estatal russa Gazprom e a companhia estatal ucraniana Naftohaz Ukrainy em 21 de Junho de 2002, que é válido até o final de 2013, o pagamento pela transferência do gás natural russo através do sistema de gasodutos ucraniano deve ser feito na base da troca - uma certa quantidade do gás transportado pelo território ucraniano é tomada pela Ucrânia, ao invés do pagamento em dinheiro. Originalmente, a quantia de gás a ser dada como pagamento para a Ucrânia era negociada todo ano e fixada através de acordos entre os dois governos.

### OAdendo Número 4
Em 9 de Agosto de 2004, as duas companhias assinaram o Adendo Número 4 do contrato, através do qual ficou decidido que a quantidade de gás dada para a Ucrânia na forma de pagamento devia ser calculada baseada numa tarifa de $1,09 pelo transporte de mil metros cúbicos até a distância de 100 km, e que o preço do gás natural devia ser $ 50 por mil metros cúbicos. Segundo o adendo, o preço não está sujeito a mudanças até o final de 2009.
A Gazprom argumenta que o Adendo Número 4 somente tem validade se os dois países assinarem um Protocolo Anual intergovernamental especificando os termos do trânsito do gás, e se duas outras condições forem satisfeitas: primeiro, que os serviços de trânsito de gás sejam estabelecidos pela companhia fornecedora do gás, e, segundo, que o preço do trânsito seja fixado em U$50 para cada mil metros cúbicos. De acordo com a Gazprom, o Protocolo Anual não foi assinado sob essas condições e por causa disso o Adendo Número 4 não tem valor.
A princípio, a Rússia insistiu que devia haver um novo contrato com a Ucrânia através do qual seria pago $ 160 para cada mil metros cúbicos. Mais tarde, a Gazprom exigiu que deviam ser pagos $ 230 por mil metros cúbicos, afirmando que o preço segue os padrões cobrados no mercado. A Rússia acha que deve ser cobrado pelo trânsito apenas $1,74 para cada mil metros cúbicos/100 km. As tarifas de transporte na Europa Ocidental vão de $0,9 por mil metros cúbicos/100 km na Bélgica, até $4,5 na Grécia. As tarifas custam $2.5 na Alemanha e $2,7 na Áustria (Competitive Gás Report, p. 85). Todava, não existem preços de mercado para pelo serviço de trânsito de gás através de um país. O preço desse serviço costuma ser calculado pelos custos do gasoduto. Na União Europeia o preço está sujeito à aprovação dos reguladores do mercado nacional de energia.
A Ucrânia alega que as exigências da Rússia violam o contrato de 21 de Junho de 2002 e o Adendo Número 4 de 9 de Agosto de 2004.

## Disputas em 2008 e 2009
A empresa de gás natural russa, Gazprom, negou-se em concordar sobre o fornecimento de novos suprimentos de gás antes de a Ucrânia pagar as suas dívidas.  Em 30 de dezembro de 2008, a empresa nacional de gás ucraniana, a Naftohaz Ukrainy, pagou 1,522 bilhões de dólares pelo gás, mas os lados da disputa não foram capazes de entrar em acordo sobre o preço do gás para 2009. As negociações entre a Gazprom e a Naftohaz foram interrompidas em 31 de dezembro  e as entregas de gás para a Ucrânia foram totalmente interrompidas em 1 de janeiro de 2009. Porém, o fornecimento de gás para a União Europeia continuou. Em 2 de janeiro de 2009, a pressão de gás natural em dutos de vários países europeus não-pertencentes à União Europeia caiu.  Em 5 de janeiro de 2009, o primeiro-ministro russo, Vladimir Putin, disse ao chefe da Gazprom, Aleksej Miller, para que reduzisse o fornecimento de gás para a Europa a quantidade equivalente que a Ucrânia tinha alegadamente pego desde que o fornecimento de gás para aquele país foi interrompido em 1 de janeiro,  e em 7 de janeiro, todo o fluxo de gás russo foi interrompido, no meio de acusações mútuas entre as duas partes. Vários países relataram grandes faltas de gás natural russo, que começou em 7 de janeiro; os países mais atingidos foram a Bulgária, a Moldávia e a Eslováquia.
A Ucrânia concordou em garantir o trânsito livre do gás natural sob a condição que a Gazprom iria garantir o suprimento técnico de gás e consequentemente o funcionamento do sistema de dutos no território ucraniano; isto foi negado pela Rússia. Embora a União Europeia, a Ucrânia e a Rússia concordassem no desenvolvimento de um grupo de monitoração internacional das estações de medição de gás entre a Rússia e a Ucrânia, o fornecimento para a Europa não foi restabelecido. A Naftohaz bloqueou o trânsito do gás porque dizia que havia falta de pressão de gás no sistema de dutos, e dizia que, devido ao design dos dutos construídos ainda pela União Soviética, não poderia garantir a entrega de gás através das estações de medição de Sudzha, a estação de entrada, e a estação de Orlivka, a estação de saída, rota sugerida pela Gazprom para fornecer o gás com destino aos países do sul da Europa Oriental. Isto poderia interromper o fornecimento de gás para a região oriental da Ucrânia. No lugar desta rota, a Naftohaz sugeriu uma rota alternativa mais prática, através das estações de medição de Valuyki e de Pisarevka, mas isto também foi recusado.  Em 17 de janeiro de 2009, a Rússia realizou uma conferência internacional de gás natural em Moscou. A União Europeia estava representada pela sua presidência (o ministro checo da Indústria e Comércio Martin Říman) e pela Comissão Europeia (o Comissário de Energia da UE, Andris Piebalgs). Com isso, a UE poderia se manifestar com apenas uma representação.  A Ucrânia foi representada pela primeira-ministra, Yulia Tymoshenko.  A conferência não encontrou qualquer solução para a crise, mas as negociações bilaterais entre os primeiros-ministros Putin e Tymoshenko terminaram com um acordo sobre a volta do fornecimento do gás para a Europa e para a Ucrânia.  O fornecimento de gás voltou em 20 de janeiro de 2009, e foi completamente restabelecida no dia seguinte.
De acordo com a UE, a crise do gás natural causou danos irreparáveis e irreversíveis na confiança dos consumidores na Rússia e na Ucrânia, e isso significa que a Rússia e a Ucrânia não podem mais ser considerados como sócios confiáveis.  De acordo com relatos, devido à crise do gás, a Gazprom perdeu mais de 1,1 bilhão de dólares em lucro com o não-fornecimento do gás natural.  A Ucrânia também perdeu economicamente com a falta de gás; fábricas químicas e siderúrgicas tiveram que fechar temporariamente devido à falta de gás. O país também perdeu 100 milhões de dólares devido à interrupção o trânsito de gás através de seus dutos para a Europa.  Houve também acusações de extravios ilegais de gás feitos pela Ucrânia; estas acusações não foram confirmadas.  Ao mesmo tempo, a questão da captação ilegal de gás para alimentar compressores e para manter a pressão nos dutos permanece obscura. Quando algumas fontes dizem que a responsabilidade de prover o gás "técnico", gás natural que é utilizado para garantir a manutenção do sistema de dutos, é da Ucrânia, outros dizem que esta responsabilidade foi da Gazprom.  Houve várias teorias sobre os motivos políticos alegados por trás do conflito, tais como o aumento da pressão sofrida pelos políticos ucranianos, ou para se evitar que a Ucrânia adira à UE ou à OTAN. Outros sugerem que as ações da Ucrânia foram orquestradas pelos Estados Unidos.  Ambos os lados tentaram conquistar simpatia para seus argumentos para lutar numa guerra de relações públicas.

## Outros Conflitos da Ucrânia e Rússia
No pós-URSS, a intensidade e a abrangência dos conflitos da Rússia com as demais ex-repúblicas socialistas variam de acordo com os países em 
questão. O conflito principal entre os três países do Báltico e a Rússia diz respeito ao estatuto das minorias na região. A Rússia receia que o resgate dos valores nacionais na Letônia, Lituânia e Estônia resulte em 
discriminação contra as minorias russas. Por sua vez, os três países 
temem que a situação dos russos em seus territórios seja utilizada por Moscou como pretexto para justificar a ingerência da Rússia nos seus assuntos internos (Lieven, 1999).   
Já o conflito entre Rússia e Bielo-Rússia é econômico. A maior parte do 
petróleo e do gás natural consumidos pela Bielo-Rússia é fornecida pela 
Rússia. Porém, por causa das precárias condições econômicas do país, o governo de Minsk tem dificuldades em pagar suas dívidas. Todavia, o problema é facilmente administrado e as divergências econômicas não afetam a cooperação em outras áreas (Burant, 1995).   
A indisposição entre Rússia e Moldávia é militar. Durante o processo de dissolução da URSS é criada a Frente Popular da Moldávia, um movimento 
político que busca a união do país com a Romênia. Com medo das 
conseqüências de uma provável anexação à Romênia, a população eslava que
habita a região entre o rio Dniester e a fronteira com a Ucrânia inicia uma guerra de secessão. Imediatamente, as forças armadas russas localizadas na região rebelde apoiam abertamente o movimento. Desde então, Moscou e Chisinau têm um relacionamento pouco amistoso (Garnett e Lebenson, 1998).  
A relação da Ucrânia com a Rússia é mais complexa. Quase todas as 
disputas envolvendo os dois países no pós-URSS são tratadas em um 
ambiente de conflito. Assim como os países bálticos, a Ucrânia também 
teme que a preocupação com o status da minoria russa que vive em seu 
território seja utilizada pela Rússia como pretexto para interferir na política interna ucraniana. Porém, a presença russa na Ucrânia tem um 
potencial de desestabilização muito maior. Dos 50 milhões de habitantes 
do país, 25 milhões falam russo como primeiro idioma e mais de 10 
milhões são originários da Rússia. Essa "grande" minoria russa se 
concentra nas regiões leste e sul da Ucrânia, exatamente na parte que 
faz fronteira com a Rússia. Na Península da Criméia, por exemplo, 70% da
população é de origem russa. As manifestações da Rússia sobre sua diáspora são consideradas pela Ucrânia como uma estratégia para 
incentivar o início de uma guerra civil entre russos e ucranianos. Desse
modo, seria mais fácil para a Rússia incorporar as regiões ucranianas habitadas por russos ao seu território (Garnett, 1997).   
Assim como ocorre com a Bielo-Rússia, a Ucrânia também enfrenta problemas com a Rússia na esfera econômica. Aproximadamente 70% do petróleo e 90% do gás natural consumidos no país são fornecidos pela 
Rússia. Em situação econômica frágil, a Ucrânia nem sempre tem condições de efetuar os pagamentos em dia. A Rússia utiliza sua condição de credora como trunfo nas negociações que envolvem outras disputas com o país. Caso a Ucrânia não aceite suas diretrizes, a Rússia ameaça cortar o fornecimento de energia - o que é feito geralmente durante o inverno. Os ucranianos temem que a interrupção do fornecimento mergulhe o país no caos econômico. Nesse cenário, é difícil manter a lealdade da minoria russa à Ucrânia1. Na tentativa de dissuadir a Rússia, a Ucrânia lança mão do único recurso que possui nesse âmbito: sua localização geográfica. O país aumenta as taxas de passagem do petróleo e do gás russos, exportados para a Europa pelos dutos localizados em território ucraniano. A medida força o restabelecimento do diálogo, mas não soluciona o problema. O círculo vicioso é reiniciado, e a cooperação torna-se ainda mais difícil (Balmaceda, 1998; Smolanski, 1995).   
Ucrânia e Rússia também enfrentam problemas na esfera militar. A participação russa na guerra da Moldávia - que ocorre na fronteira ocidental da Ucrânia - demonstra a disposição da Rússia em garantir pela força seus interesses no "estrangeiro próximo". Com essa percepção, a Ucrânia obstrue as negociações sobre seu desarmamento nuclear com a Rússia, e exige a participação dos EUA como garantidor dos Tratados (Papadiuk, 1996). No momento em que os acordos são firmados, o país quer salvaguardas da comunidade internacional sobre a sua integridade territorial após a desnuclearização. Além disso, a Ucrânia procura integrar-se à OTAN, o que é visto pela Rússia como um ato de provocação, uma vez que a Rússia não aceita a expansão da Aliança para os países do leste europeu. Mas os conflitos mais intensos ocorrem por causa do estatuto de Sevastopol e da divisão da Frota do Mar Negro (FMN). Depois de anos de difíceis negociações e de algumas ameaças de uso da força, as partes aceitam uma solução provisória. Por não ser definitiva, é mantida a possibilidade de que conflitos militares irrompam entre os dois países no futuro (Sherr, 1997).   
Conclui-se que o relacionamento entre a Ucrânia e a Rússia no pós-URSS beira uma conflagração geral, pois há divergência de interesses em quase todos os seus aspectos. Por isso, é difícil formular uma hipótese que dê conta da permanência do conflito entre os dois países. Mesmo assim, algumas delas são sugeridas.   
Para Morrison (1993), o relacionamento entre Rússia e Ucrânia é afetado pelo caráter inaudito da situação pós-URSS, dado que ambos jamais haviam coexistido como Estados totalmente independentes. Por isso, os países recorrem à própria história a fim de definir a maneira como proceder na interação. Segundo o autor, é o Tratado de Pereyaslav (1654) que melhor representa a utilização de mitos do passado para orientar a ação dos Estados no presente. Os ucranianos o assinam como um acordo de responsabilidades mútuas, no qual receberiam proteção contra os poloneses em troca da lealdade ao czar. Na visão russa, trata-se do início de mais uma anexação do império. Em conseqüência, os sentimentos atuais em relação a Pereyaslav variam. Para os ucranianos, ele ensina que não se deve confiar na Rússia, porque sua aparente boa vontade esconde o desejo de conquista. Para os russos, o Tratado representa a união da Rússia com seus "irmãos menores," e repara uma separação artificial ocorrida no século XIII, quando os mongóis conquistam a região. Assim, no momento da independência, tanto a Ucrânia quanto a Rússia não se consideram interlocutores legítimos. O resultado são os conflitos entre os dois países a partir de então.  
Uma outra explicação é oferecida por Kuzio (2001). Os conflitos entre Rússia e Ucrânia têm origem na crise de identidade que assola os dois países com o fim da URSS. Definida em termos territoriais, étnicos e culturais, a identidade é construída em um processo de disputa entre as elites, internamente, e tem como ponto de referência um outro Estado. A elite da Rússia não aceita a identidade da Ucrânia como país independente. Essa postura acirra a disputa entre a elite ucraniana, que se divide entre os que apoiam a vinculação com a Rússia e os que preferem o afastamento. De acordo com o autor, a inabilidade das elites russas em aceitar a separação da Ucrânia é responsável pela ênfase dada pela elite ucraniana no governo à diferenciação em relação à Rússia. Esse processo origina os conflitos entre os dois países.   
De acordo com Kincade e Melnyczuk (1994), os conflitos entre Ucrânia e Rússia são conseqüência da crise de legitimidade que assola a URSS durante seu fim, que acaba ficando como herança para as repúblicas sucessoras. A lógica de seu argumentoéaseguinte: com a legitimidade em baixa, os líderes políticos utilizam a estigmatização do adversário como um recurso para aumentar oG seu prestígio. Nesse sentido, os problemas entre Ucrânia e Rússia são causados por ex-comunistas recém convertidos aos ideais nacionais. Formados por membros da antiga nomenclatura, esses políticos não avaliam os riscos da prática agressiva empregada na defesa de seus interesses. A "guerra fria" entre Ucrânia e Rússia que se segue após o final da URSS decorre dessa situação. Em ambos os países, os líderes buscam diminuir a contestação sobre sua legitimidade criando crises políticas para distrair a atenção da população.  
As três explicações contribuem muito para o entendimento das relações entre Ucrânia e Rússia. A ênfase dada por Morrison (1993) ao papel da história nas relações entre os dois países é válida, mas a história é utilizada por ele de modo inadequado. Ao privilegiar um evento ocorrido há 351 anos, o autor reifica o significado que o episódio tem na época e o transporta para o final do século XIX. Assim, as diferenças entre o contexto original de Pereyaslav e o contexto atual não são respeitadas. Isso implica a menor capacidade de indicar alternativas ao padrão de conflito existente pós-URSS. Uma abordagem complementar deve privilegiar o papel da história respeitando a maneira como ela é interpretada em perspectivea. Dessa maneira, a ênfase recai sobre o modo como o passado dá origem a novos significados no presTente. Para alcançar esse objetivo, é necessário priorizar o estudo da interação entre Ucrânia e Rússia na atualidade.